# Gunnar Forsström
Gunnar Forsström  (né en 1894 à Mustio et mort en 1958) est un artiste peintre et designer finlandais.

## Œuvres
Gunnar Forsström a réalisé de nombreux vitraux d'églises:
- Cathédrale d'Espoo
- Handelsgillet, Helsinki
- Chapelle de Hietaniemi
- Église de Hiittinen
- Église de Kalajoki
- Église de Karjaa
- Église de Kauhajoki
- Église de Kemiö
- Église de Luther, Helsinki
- Église de la mission[2]
- Cathédrale de Mikkeli[3]
- Église de Noormarkku
- Église de Olaus Petri
- Cathédrale d'Oulu
- Église de Teuva
- Église de Töölö
- Église de Veteli
- Église de Vöyri

## Galerie

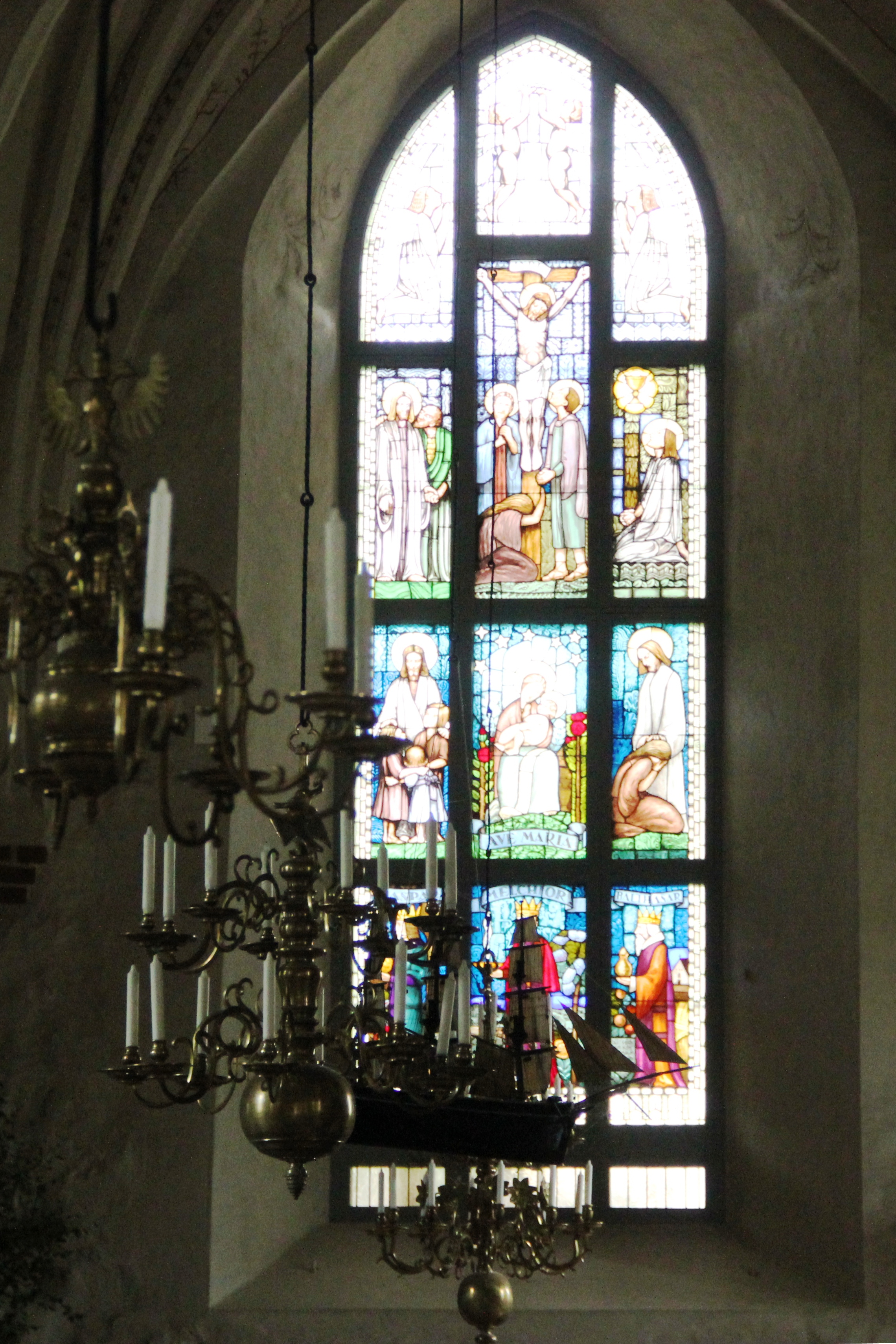
Église de Kemiö